# Maska (рэпер)
Бастьян Венсан (фр. Bastien Vincent) более известен как Maska; род. 21 мая 1985,  Париж,  Франция — французский рэпер, единственный белый участник рэп-группы Sexion d'Assaut.

## Биография
Родился в департаменте Лозер, на юге Франции, в небогатой семье. По словам музыканта, во время Второй Мировой войны его предки принимали активное участие в движении сопротивления.
Провёл своё детство в IX округе Парижа, где и познакомился с другими участниками группы Sexion d'assaut. Друзья называли его Blanc (рус. Белый). Вместе с приятелями он проводил бессонные ночи в доме своих родителей, сочиняя и исполняя рэп. Позже музыкант признался, что в юности совершал мелкие кражи и употреблял лёгкие наркотики. В подростковом возрасте принял ислам и сменил своё имя на Сулейман.
В октябре 2014 года выпустил свой первый альбом Espace-temps, занявший четырнадцатое место во французском хит-параде Top Albums. В октябре 2017 года, после двух лет работы, выпустил микстейп Akhal-Teke.
Maska часто вспоминает о своей малой родине и старается почаще посещать родную деревню на юге Франции. Часть участников группы Sexion d'Assaut побывали там у него в гостях, после чего Maska посетил в Африке родную деревню своего коллеги Barack Adama. Выступал с концертами на Майотте, Мадагаскаре и Коморских островах.
У музыканта есть семья и сын, но он предпочитает не разглашать подробности своей личной жизни.

## Дискография

### Альбомы
| Год  | Название     | Пик позиция | Пик позиция |
| Год  | Название     | FR          | BEL (Wa)    |
| ---- | ------------ | ----------- | ----------- |
| 2014 | Espace Temps | 99          | 134         |

### Песни
| Год  | Название                                              | Пик позиция | Пик позиция    | Альбом       |
| Год  | Название                                              | FR          | BEL (Wa)       | Альбом       |
| ---- | ----------------------------------------------------- | ----------- | -------------- | ------------ |
| 2013 | "Loin des ennuis" (feat. The Shin Sekaï)              | 163         | –              |              |
| 2014 | "Prie pour moi" (feat. Maître Gims)                   | 50          | 44* (Ultratip) | Espace Temps |
| 2014 | "Profiter de ma life" (feat. Black M & Docteur Beriz) | 62          | –              | Espace Temps |

## Участие в других записях
| Год  | Альбом                              | Исполнитель |                |
| ---- | ----------------------------------- | ----------- | -------------- |
| 2015 | 60 Hits Winter 2015                 |             | Primary Artist |
| 2015 | NRJ Winter Hits 2015                |             | Primary Artist |
| 2015 | Skyrock                             |             | Primary Artist |
| 2014 | Espace-Temps                        | Maska       | Primary Artist |
| 2014 | La Rentrée des Hits 2014            |             | Primary Artist |
| 2014 | NRJ Hits 2015                       |             | Primary Artist |
| 2014 | NRJ Party Hits 2014                 |             | Primary Artist |
| 2014 | Planète Rap 2014, Vol. 2            |             | Primary Artist |
| 2014 | Planète Rap 2014, Vol. 3            |             | Primary Artist |
| 2013 | Les Chroniques du Wati Boss, Vol. 1 |             | Primary Artist |
| 2013 | Skyrock 2013, Vol. 2                |             | Primary Artist |
|      | Yin & Yang                          | Тенни       | Вокал          |

## Основные песни
| Название/Композитор                                           |
| Espace-temps                                                  |
| J'implose                                                     |
| Loin Des Ennuis feat. Maska / Orgel No Sekai / The Shin Sekaï |
| Loin des ennuis                                               |
| Lève ton verre                                                |
| Mama                                                          |
| Mes peines perdues                                            |
| Prie pour moi                                                 |
| Profiter de ma life feat. Black M / Docteur Beriz             |
| Prêt à tout                                                   |
| Qui les a blessés?                                            |
| Rahh                                                          |
| Relativise                                                    |
| Rien sans les autres                                          |
| Sommaire                                                      |
| Tout le mal                                                   |
| Ying & Yang                                                   |